# 2453 Wabash
2453 Wabash este un asteroid din centura principală, descoperit pe 30 septembrie 1921 de Karl Reinmuth.